# Julià d'Halicarnàs
Julià d'Halicarnàs va ser bisbe d'Halicarnàs (actualment Bodrum a Turquia) a la regió de Cària.
Era partidari del monofisisme, i va ser company de Sever d'Antioquia a Constantinoble abans de l'ascens al poder de Justí I l'any 518. L'emperador els va exiliar a Egipte, però una controvèrsia sobre la qüestió de la incorruptibilitat del cos de Crist va enfrontar els dos amics. Julià defensava que el cos de Crist era per naturalesa lliure de corrupció (ἄϕθαρτος 'afthartos') i, per tant, no havia patit la passió ni la mort, una doctrina monofisita extrema, qualificada d'aftartodocetisme. A Egipte va sorgir un moviment per defensar-lo, i l'any 535 durant l'elecció del patriarca d'Alexandria es van enfrontar els «severians» (seguidors de Sever), que van elegir Teodosi I d'Alexandria, i els «julianistes», que van triar Gaià o Gaina. Després de la mort de Gaià a l'exili, els «julianistes» egipcis el van substituir per Elpidi. La doctrina es va estendre per Síria i Armènia, i va existir una Església «julianista» durant segles.
Julià ja era vell quan va arribar a Egipte, i devia morir poc després de l'any 527. Dels seus escrits, a més de les citacions que en fa Sever d'Antioquia en els seus tractats de refutació, en queda la traducció siríaca de tres cartes.